# Liste der deutschen Gesundheitsminister
Als Gesundheitsminister bezeichnet man jene Minister des Bundeskabinetts, die sich hauptsächlich mit den Aufgaben des Gesundheitswesens befassen. Zu den Aufgaben gehören u. a. die Erhaltung der Leistungsfähigkeit der gesetzlichen Krankenversicherung.

## Gesundheitsminister derBundesrepublik Deutschland(seit 1961)

Wappen der Bundesrepublik

| Nr.                                                       | Name                                | Lebensdaten                         | Partei                              | Amtszeit (Beginn)                   | Amtszeit (Ende)                     |
| Bundesminister für Gesundheitswesen                       | Bundesminister für Gesundheitswesen | Bundesminister für Gesundheitswesen | Bundesminister für Gesundheitswesen | Bundesminister für Gesundheitswesen | Bundesminister für Gesundheitswesen |
| --------------------------------------------------------- | ----------------------------------- | ----------------------------------- | ----------------------------------- | ----------------------------------- | ----------------------------------- |
| 01                                                        | Elisabeth Schwarzhaupt              | 1901–1986                           | CDU                                 | 14. November 1961                   | 30. November 1966                   |
| 02                                                        | Käte Strobel                        | 1907–1996                           | SPD                                 | 1. Dezember 1966                    | 22. Oktober 1969                    |
| Bundesminister für Jugend, Familie und Gesundheit         |                                     |                                     |                                     |                                     |                                     |
| 02                                                        | Käte Strobel                        | s. o.                               | SPD                                 | 22. Oktober 1969                    | 15. Dezember 1972                   |
| 03                                                        | Katharina Focke                     | 1922–2016                           | SPD                                 | 15. Dezember 1972                   | 16. Dezember 1976                   |
| 04                                                        | Antje Huber                         | 1924–2015                           | SPD                                 | 16. Dezember 1976                   | 28. April 1982                      |
| 05                                                        | Anke Fuchs                          | 1937–2019                           | SPD                                 | 28. April 1982                      | 1. Oktober 1982                     |
| 06                                                        | Heiner Geißler                      | 1930–2017                           | CDU                                 | 1. Oktober 1982                     | 26. September 1985                  |
| 07                                                        | Rita Süssmuth                       | * 1937                              | CDU                                 | 26. September 1985                  | 5. Juni 1986                        |
| Bundesminister für Jugend, Familie, Frauen und Gesundheit |                                     |                                     |                                     |                                     |                                     |
| 07                                                        | Rita Süssmuth                       | s. o.                               | CDU                                 | 6. Juni 1986                        | 9. Dezember 1988                    |
| 08                                                        | Ursula Lehr                         | 1930–2022                           | CDU                                 | 9. Dezember 1988                    | 18. Januar 1991                     |
| Bundesminister für Gesundheit                             |                                     |                                     |                                     |                                     |                                     |
| 09                                                        | Gerda Hasselfeldt                   | * 1950                              | CSU                                 | 18. Januar 1991                     | 6. Mai 1992                         |
| 10                                                        | Horst Seehofer                      | * 1949                              | CSU                                 | 6. Mai 1992                         | 27. Oktober 1998                    |
| 11                                                        | Andrea Fischer                      | * 1960                              | Grüne                               | 27. Oktober 1998                    | 12. Januar 2001                     |
| 12                                                        | Ulla Schmidt                        | * 1949                              | SPD                                 | 12. Januar 2001                     | 22. Oktober 2002                    |
| Bundesminister für Gesundheit und Soziale Sicherung       |                                     |                                     |                                     |                                     |                                     |
| 12                                                        | Ulla Schmidt                        | s. o.                               | SPD                                 | 22. Oktober 2002                    | 22. November 2005                   |
| Bundesminister für Gesundheit                             |                                     |                                     |                                     |                                     |                                     |
| 12                                                        | Ulla Schmidt                        | s. o.                               | SPD                                 | 22. November 2005                   | 27. Oktober 2009                    |
| 13                                                        | Philipp Rösler                      | * 1973                              | FDP                                 | 28. Oktober 2009                    | 12. Mai 2011                        |
| 14                                                        | Daniel Bahr                         | * 1976                              | FDP                                 | 12. Mai 2011                        | 17. Dezember 2013                   |
| 15                                                        | Hermann Gröhe                       | * 1961                              | CDU                                 | 17. Dezember 2013                   | 14. März 2018                       |
| 16                                                        | Jens Spahn                          | * 1980                              | CDU                                 | 14. März 2018                       | 8. Dezember 2021                    |
| 17                                                        | Karl Lauterbach                     | * 1963                              | SPD                                 | 8. Dezember 2021                    | 6. Mai 2025                         |
| 18                                                        | Nina Warken                         | * 1979                              | CDU                                 | 6. Mai 2025                         | amtierend                           |

## Minister für Gesundheitswesen der DDR (1949–1990)

Wappen der DDR

(1949–1950 Minister für Arbeit und Gesundheitswesen)
| Name              | Amtszeit (Beginn) | Amtszeit (Ende)   | Partei |
| ----------------- | ----------------- | ----------------- | ------ |
| Luitpold Steidle  | 11. Oktober 1949  | 8. Dezember 1958  | CDU    |
| Max Sefrin        | 8. Dezember 1958  | 26. November 1971 | CDU    |
| Ludwig Mecklinger | 29. November 1971 | 7. November 1989  | SED    |
| Klaus Thielmann   | 29. Januar 1989   | 12. April 1990    | SED    |
| Jürgen Kleditzsch | 12. April 1990    | 2. Oktober 1990   | CDU    |